# Guilde des artistes de Hong Kong
La guilde des artistes de Hong Kong ou HKPAG (香港演藝人協會) est une association à but non-lucratif qui représente des artistes de Hong Kong tels que des chanteurs de cantopop et des acteurs. Affiliée à la Société internationale des arts de la scène, ses principaux objectifs sont d’améliorer les normes de l’industrie du divertissement ainsi que de protéger et de promouvoir les droits des artistes. Aujourd'hui, la guilde représente plus de 900 artistes, dont Andy Lau, Eason Chan et Josephine Siao. En 2014, son membre fondateur Jackie Chan succède à Eric Tsang au poste de président, lui-même succédé en janvier 2018 par Louis Koo.

## Histoire
Le 11 août 1993, les acteurs Jackie Chan, Eric Tsang et Anita Mui se réunissent avec près d'une centaine de travailleurs de la Hong Kong Academy for Performing Arts pour créer une organisation qui appartiendrait aux membres de l'Académie. Ce soir-là, ils élisent également les membres temporaires du comité préparatoire qui comprend Jackie Chan, Michael Hui et Chow Yun-fat comme vice-présidents. Il y a vingt autres membres de différents milieux du spectacle comme Eric Tsang, Andhra respect, Money Lo (en), Lam Kin-ming, Wei Lie, Ge Wenhui, Jan Lamb (en), Ho Kam Wah, Anita Mui, Jacky Cheung, Maggie Cheung, Sandra Ng, Yammie Lam, Danny Lee, Richard Ng, Frankie Chan (en), Nat Chan, Tommy Wong, Carina Lau, Chen Guo-xin, Philip Chan, Dong Wei, Guo Xiuyun, Lushao Ling. Le 12 décembre, la guilde tient sa première assemblée générale au Centre sportif jubilé (en) durant laquelle elle établit un conseil de direction.

## Comité exécutif
| Position             |                                                                   |
| -------------------- | ----------------------------------------------------------------- |
| Président            | - Louis Koo                                                       |
| Vice-présidents      | - Lam Ka Tung - Maria Cordero - Zhang Jing Xuan - Zhang Jing Xuan |
| Secrétaire exécutive | - Candice Yu                                                      |

## Incidents liés à la guilde
- Infiltration du monde du cinéma hongkongais par les triades
- Cyberscandale Edison Chen